# Jean-François Poupart
Pour les articles homonymes, voir Poupart.
Jean-François Poupart, né  en 1965, est un poète, romancier, essayiste et professeur québécois.

## Biographie
Il obtient un doctorat en lettres modernes à l'Université Paris IV.
Il enseigne au Collège Édouard-Montpetit et y a cofondé la revue de poésie et de photographie Saison baroque (revue).
Il publie dans plusieurs revues et défend une poésie du mouvement marquée par le lyrisme.
Essayiste, il analyse les écrits d'Yves Bonnefoy dans La Tentation du silence (1998) et signe, en 2009, Gallimard chez les nazis qui s’intéresse à la notion d’engagement dans le milieu littéraire français sous l’Occupation.

## Œuvres

### Poésie
- Morsures de Terre, 1997
- Nietzsche on the beach, 1999
- L'Étrange Lumière des mourants, 2002
- Tombe Londres tombe, 2006
- L'Or de Klimt, 2010

### Romans
- Toujours vert, 2009

### Essais
- La Tentation du silence - essai sur l'œuvre poétique d'Yves Bonnefoy suivi d'entretiens avec l'auteur,, 1998
- Gallimard chez les nazis, 2009